# Sant Martí de la Vajol
Sant Martí de la Vajol és una església romànica del municipi de la Vajol protegida com a Bé Cultural d'Interès Local.

## Descripció
Sant Martí de la Vajol està situat al centre del poble. És una església d'una nau i absis semicircular. Hi ha a la part de ponent, una casa afegida. A ponent, s'aixeca un cloquer de cadireta format per dos arcs de quart de cercle; és de dovelles i carreus ben tallats. A migdia, s'obre la porta d'accés. Portalada de tres arcs en degradació, llinda i timpà. Al costat de la portalada hi ha una finestra de doble biaix, amb arc de punt rodó. A l'absis s'hi aprecia clarament l'aparell de carreuada. L'interior està cobert per volta apuntada. L'arc triomfal és també apuntat. Hi ha afegitons tardans com les capelles laterals i el cor. L'interior està gairebé tot cobert d'arrebossat o d'encalcinat, tot i així es pot pensar que es tracti del mateix tipus de parament que és visible a l'absis: carreus ben escairats, de considerable mida i de granit.

## Història
"SANCTI MARTINI DE SAVAYOLO" apareix esmentat en 1226, 1277 i 1280 com un dels llocs en el que el senyor de Mont-roig hi cobrava delmes i a tal fi havia de retre homenatge al bisbe. A finals del XIV apareix, 1362, com a sufragània de Santa Maria d'Agullana.

## Galeria d'imatges

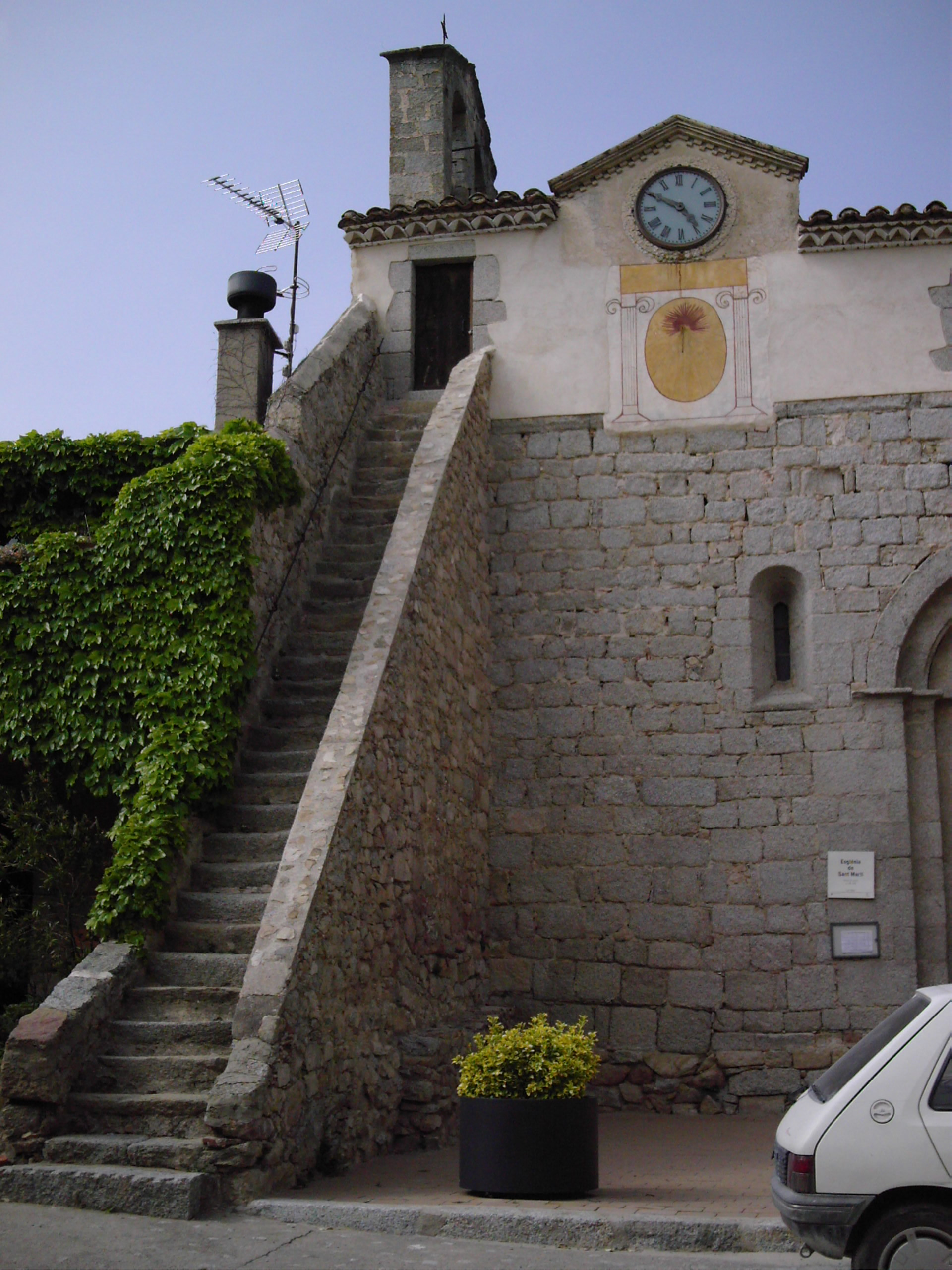
Escala d'accés al campanar de l'església
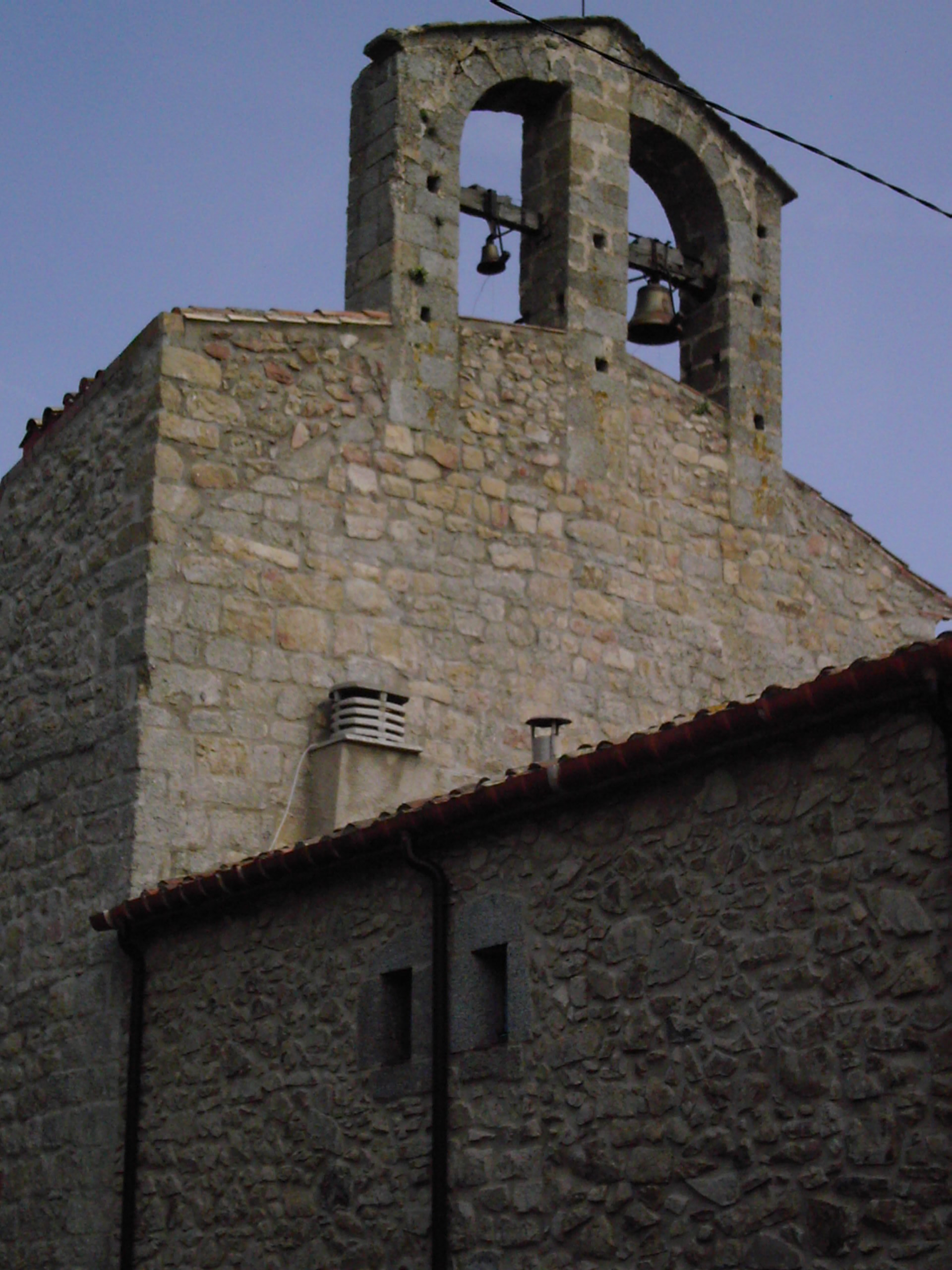
Campanar de l'església
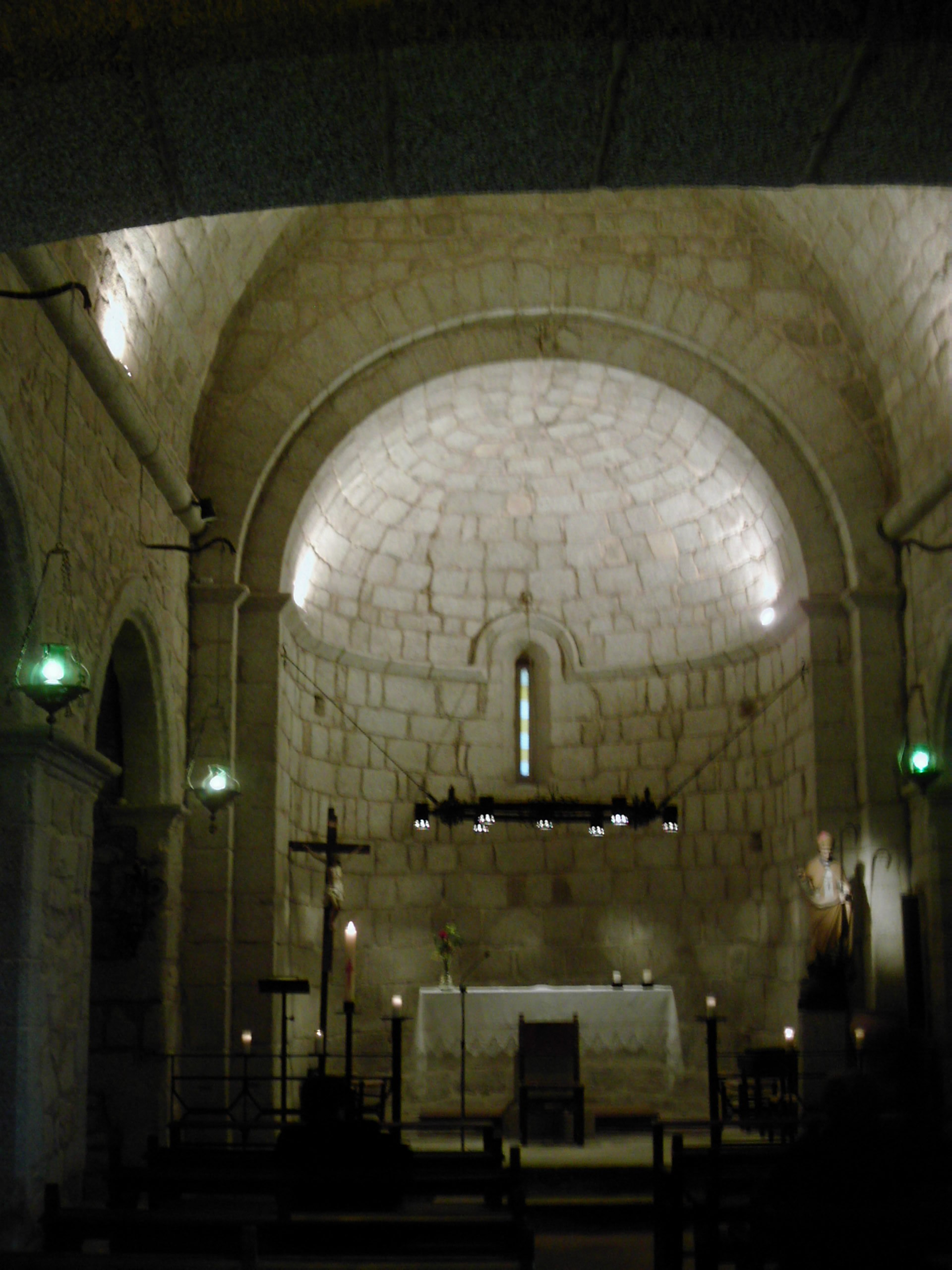
Absis de l'església
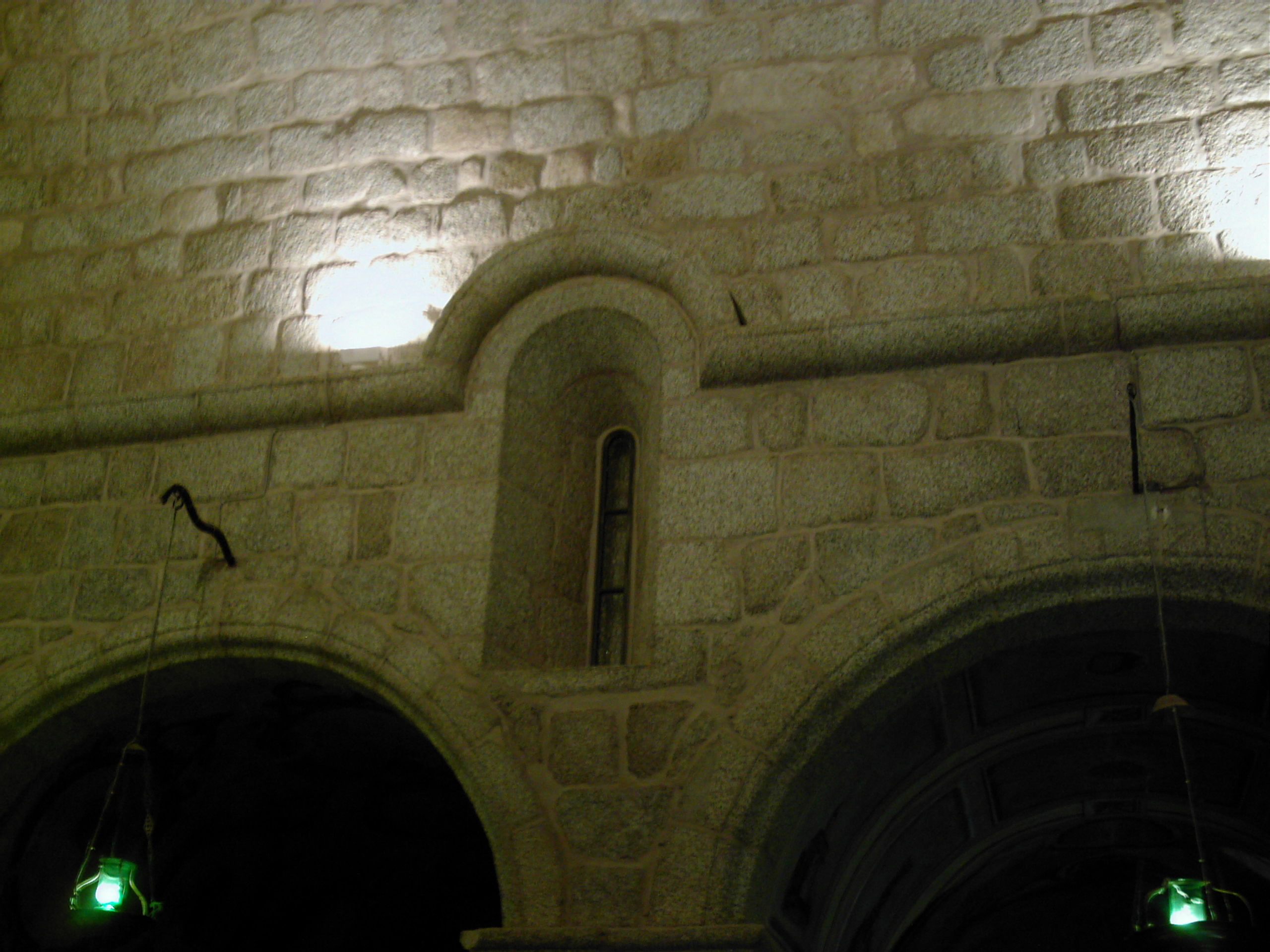
Detall de la cornisa
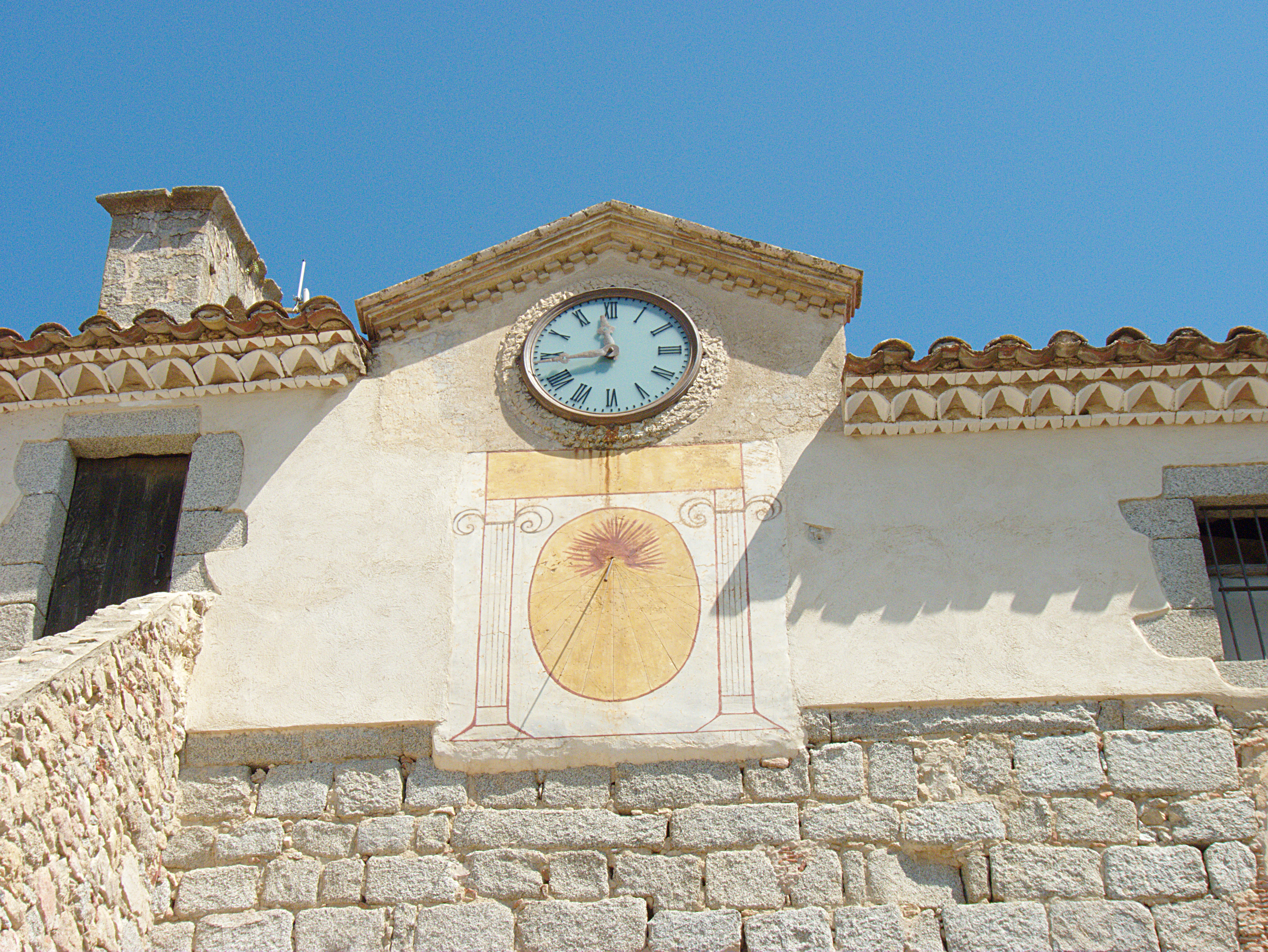
Rellotges